# Marden (Kent)
Marden is een civil parish in het bestuurlijke gebied Maidstone, in het Engelse graafschap Kent. In 2011 telde het civil parish 3724 inwoners.